# Diaguita michaelseni
Diaguita michaelseni är en ringmaskart som beskrevs av Paciente A. Cordero 1942. Diaguita michaelseni ingår i släktet Diaguita och familjen Glossoscolecidae. Inga underarter finns listade i Catalogue of Life.